# Susan Tedeschi
Susan Tedeschi (Boston, 9 november 1970) is een Amerikaanse bluesmuzikante (zang, gitaar) en songwriter.

## Biografie
Tedeschi is afkomstig uit een muzikale familie. Op 15-jarige leeftijd had ze de eigen band The Smoking Section. Ze interesseerde zich vroeg voor het bluescircuit in Boston. Tedeschi studeerde af aan het Berklee College of Music.
In 1994 formeerde ze de Susan Tedeschi Band. Haar tweede album Just Won't Burn (1998) werd enthousiast ontvangen. De band ging op een Amerikaanse tournee en trad o.a. op met John Mellencamp, B.B. King, Bob Dylan, Buddy Guy, Taj Mahal en The Allman Brothers Band.
In 2001 trouwde Tedeschi met de gitarist Derek Trucks. Tweevoudig moederschap leidde ertoe, dat ze zich terugtrok van het podium. Ze concentreerde zich op studio-opnamen. Tedeschi's stem werd beschreven als een mengeling van Bonnie Raitt en Janis Joplin, die beiden als voorbeelden aangeeft. Haar gitaarspel werd beïnvloed door Buddy Guy, Johnny "Guitar" Watson, Stevie Ray Vaughan en Freddie King. In 2009 speelde Tedeschi in het voorprogramma van de Europese tournee van B.B. King.
In 2010 besloten Trucks en Tedeschi om de gezamenlijke band Tedeschi Trucks Band te formeren. Na een succesvolle tournee en optredens bij o.a. het Eric Claptons Crossroads Guitar Festival in 2007 en 2010 werd in 2011 het album Revelator van de band uitgebracht. Aan de opnamen gingen intensieve songwriter-sessions op het gezamenlijke eigendom van de beide muzikanten in Jacksonville (Florida) vooraf. Gasten waren o.a. John Leventhal (Johnny Cash, Paul Simon), Jeff Trout (Counting Crows), Ryan Harris (John Mayer) en Gary Louris (The Jayhawks). Tedeschi beschreef het werk als een echt songwriting-camp.

## Onderscheidingen
In augustus 2013 verscheen met Made Up Mind het derde album van de band, die in 2014 twee Blues Music Awards kreeg, een als «beste band» en de andere voor Made Up Mind als «beste bluesrock album». Susan Tedeschi kreeg bovendien de onderscheiding als «beste blueszangeres». Bij de Blues Music Awards in 2017 kreeg Tedeschi weer de prijs als «beste eigentijdse bluesmuzikante». Bovendien werd de Tedeschi Trucks Band onderscheiden als «beste bluesband» en Let Me Get By als «beste bluesrock album»

## Discografie

### Albums
- 1995: Better Days
- 1998: Just Won’t Burn
- 2002: Wait for Me
- 2004: Live from Austin TX
- 2005: Hope and Desire
- 2005: Best of Susan Tedeschi: Episode One
- 2007: Episode 2
- 2008: Back to the River

### Gastoptredens
- 1999: Welcome to Little Milton – Little Milton
- 2001: Been a Long Time – Double Trouble
- 2001: Hellhound on My Trail: Songs of Robert Johnson
- 2002: Joyful Noise – The Derek Trucks Band
- 2004: Instant Live: Alltel Pavilion at Walnut Creek – The Allman Brothers Band
- 2004: Ladies Man – Pinetop Perkins
- 2007: Truth – Robben Ford
- 2008: Skin Deep – Buddy Guy
- 2009: Already Free – The Derek Trucks Band
- 2010: Crossroads – Eric Clapton Guitar Festival
- 2010: The Imagine Project – Herbie Hancock
- 2011: Roots – Johnny Winter
- 2012: Live at Royal Albert Hall 2011 – B. B. King

### DVD
- 2004: Live from Austin TX
- 2011: Greatest Hits: Live at Montreux – Santana, DVD

- Bibsys: 11016475
- Bibliothèque nationale de France: cb150693274 (data)
- Gemeinsame Normdatei: 135085012
- International Standard Name Identifier: 0000 0000 5520 7341
- Library of Congress Control Number: no00023196
- MusicBrainz: deabe097-2a03-49ce-9ae3-c9645bc778c7
- Nationale Bibliotheek van Israël: 987007419266005171
- SNAC: w6zx70gr
- Système universitaire de documentation: 157331210
- Virtual International Authority File: 29820781
- WorldCat: E39PBJcrfDrFPYddmj6x8b6qcP